# Listă de filme thriller din anii 1980
Aceasta este o listă de filme thriller lansate în anii 1980.
| 1980                               |                                 | |                                                                                    |                                               |
| Aquella casa en las afueras        | Eugenio Martín                  | Javier Escrivá, Silvia Águila, Mara Goyanes                                                                              | Spania                                                                             | [ 1 ]                                         |
| The Attic                          | George Edwards                  | Ray Milland | Statele Unite ale Americii                                                         | [ 2 ]                                         |
| Bad Timing                         | Nicolas Roeg                    | Art Garfunkel, Theresa Russell, Harvey Keitel                                                                            | Regatul Unit al Marii Britanii și al Irlandei de Nord                              | Erotic thriller                               |
| Le bar du téléphone                | Claude Barrois                  | Daniel Duval, François Perier, Georges Wilson                                                                            | Franța                                                                             | Crime thriller                                |
| The Changeling                     | Peter Medak                     | George C. Scott, Trish VanDevere, Melvyn Douglas                                                                         | Canada                                                                             | [ 5 ]                                         |
| Cruising                           | William Friedkin                | Al Pacino, Paul Sorvino, Karen Allen                                                                                     | Statele Unite ale Americii                                                         | [ 6 ]                                         |
| Dressed to Kill                    | Brian De Palma                  | Michael Caine, Angie Dickinson, Nancy Allen, Keith Gordon                                                                | Statele Unite ale Americii                                                         | [ 7 ]                                         |
| Harlequin                          | Simon Wincer                    | Robert Powell, Carmen Duncan, David Hemmings                                                                             | Australia                                                                          | [ 8 ]                                         |
| The Hearse                         | George Bowers                   | Trish VanDevere, Joseph Cotten, David Gautreaux                                                                          | Statele Unite ale Americii                                                         | Supernatural thriller, psychological thriller |
| The House on the Edge of the Park  | Ruggero Deodato                 | David Hess, Annie Belle, Giovanni Lombardo Radice                                                                        | Italia                                                                             | [ 10 ]                                        |
| The Hunter                         | Buzz Kulik                      | Steve McQueen, Eli Wallach, Kathryn Harrold                                                                              | Statele Unite ale Americii                                                         | Action thriller                               |
| Nightkill                          | Ted Post                        | Robert Mitchum, Jaclyn Smith                                                                                             | Germania de Vest                                                                   | [ 12 ]                                        |
| The Stunt Man                      | Richard Rush                    | Peter O'Toole, Steve Railsback, Barbara Hershey                                                                          | Statele Unite ale Americii                                                         | Comedy thriller                               |
| Three Men to Kill                  | Jacques Deray                   | Alain Delon, Dalila di Lazzaro, Pierre Dux                                                                               | Franța                                                                             | [ 14 ]                                        |
| The Watcher in the Woods           | John Hough                      | Bette Davis, Lynn-Holly Johnson, Kyle Richards                                                                           | Statele Unite ale Americii · Regatul Unit al Marii Britanii și al Irlandei de Nord |                                               |
| Windows                            | Gordon Willis                   | Talia Shire, Joseph Cortese, Elizabeth Ashley                                                                            | Statele Unite ale Americii                                                         | [ 15 ]                                        |
| The Woman Cop                      | Yves Boisset                    | Miou-Miou, Jean-Marc Thibault, Leny Escudéro                                                                             | Franța                                                                             | [ 16 ]                                        |
| 1981                               |                                 | |                                                                                    |                                               |
| Blow Out                           | Brian De Palma                  | John Travolta, Nancy Allen, John Lithgow                                                                                 | Statele Unite ale Americii                                                         | [ 17 ]                                        |
| Body Heat                          | Lawrence Kasdan                 | William Hurt, Kathleen Turner, Richard Crenna                                                                            | Statele Unite ale Americii                                                         | [ 18 ]                                        |
| A Choice of Arms                   | Alain Corneau                   | Yves Montand, Gérard Depardieu, Catherine Deneuve                                                                        | Franța                                                                             | Crime thriller                                |
| Diva                               | Jean-Jacques Beineix            | Frederic Andréi, Wilhelmenia Wiggins Fernandez                                                                           | Franța                                                                             | [ 20 ]                                        |
| Eaux profondes                     | Michel Deville                  | Jean-Louis Trintignant, Isabelle Huppert, Christian Benedetti                                                            | Franța                                                                             | [ 21 ]                                        |
| Eyes of a Stranger                 | Ken Wiederhorn                  | Lauren Tewes, Jennifer Jason Leigh, John DiSanti                                                                         | Statele Unite ale Americii                                                         | [ 22 ]                                        |
| Eyewitness                         | Peter Yates                     | William Hurt, Sigourney Weaver, Christopher Plummer                                                                      | Statele Unite ale Americii                                                         | [ 23 ]                                        |
| The Fan                            | Edward Bianchi                  | Lauren Bacall, James Garner, Maureen Stapleton, Michael Biehn                                                            | Statele Unite ale Americii                                                         | [ 24 ]                                        |
| Garde à vue                        | Claude Miller                   | Lino Ventura, Michel Serrault                                                                                            | Franța                                                                             | [ 25 ]                                        |
| The Hand                           | Oliver Stone                    | Michael Caine, Andrea Marcovicci, Annie McEnroe                                                                          | Statele Unite ale Americii                                                         | Psychological thriller                        |
| Looker                             | Michael Crichton                | Albert Finney, James Coburn, Susan Dey                                                                                   | Statele Unite ale Americii                                                         | [ 27 ]                                        |
| Ms. 45                             | Abel Ferrara                    | Zoe Tamerlis, Steve Singer, Jack Thibeau                                                                                 | Statele Unite ale Americii                                                         | Crime thriller                                |
| Nighthawks                         | Bruce Malmuth                   | Sylvester Stallone, Billy Dee Williams, Rutger Hauer                                                                     | Statele Unite ale Americii                                                         | Crime thriller, action thriller               |
| Pour la peau d'un flic             | Alain Delon                     | Michel Auclair, Alain Delon, Anne Parillaud                                                                              | Franța                                                                             | [ 30 ]                                        |
| Le Professionnel                   | Georges Lautner                 | Jean-Paul Belmondo, Michel Beaune, Cyrielle Claire                                                                       | Franța                                                                             | [ 31 ]                                        |
| Roadgames                          | Richard Franklin                | Stacy Keach, Jamie Lee Curtis, Marion Edward                                                                             | Australia                                                                          | [ 32 ]                                        |
| Sharky's Machine                   | Burt Reynolds                   | Burt Reynolds, Vittorio Gassman, Rachel Ward                                                                             | Statele Unite ale Americii                                                         | [ 33 ]                                        |
| Southern Comfort                   | Walter Hill                     | Keith Carradine, Powers Boothe, Fred Ward                                                                                | Statele Unite ale Americii                                                         | [ 34 ]                                        |
| Strange Behavior                   | Michael Laughlin                | Michael Murphy, Louise Fletcher, Dan Shor                                                                                | Australia · Noua Zeelandă                                                          | [ 35 ]                                        |
| Thief                              | Michael Mann                    | James Caan | Statele Unite ale Americii                                                         | Crime thriller                                |
| 1982                               |                                 | |                                                                                    |                                               |
| La Balance                         | Bob Swaim                       | Nathalie Baye, Philippe Léotard, Richard Berry                                                                           | Franța                                                                             | Crime thriller                                |
| Brimstone and Treacle              | Richard Loncraine               | Sting, Denholm Elliott, Joan Plowright                                                                                   | Regatul Unit al Marii Britanii și al Irlandei de Nord                              | Psychological thriller                        |
| Le choc                            | Robin Davis                     | Alain Delon, Catherine Deneuve, Philippe Léotard                                                                         | Franța                                                                             | [ 39 ]                                        |
| Class of 1984                      | Mark L. Lester                  | Perry King, Timothy Van Patten, Merrie Lynn Ross                                                                         | Canada                                                                             | Action thriller                               |
| Deathtrap                          | Sidney Lumet                    | Michael Caine, Christopher Reeve, Dyan Cannon                                                                            | Statele Unite ale Americii                                                         | Psychological thriller                        |
| Death Wish II                      | Michael Winner                  | Charles Bronson, Jill Ireland, Vincent Gardenia                                                                          | Statele Unite ale Americii                                                         | [ 42 ]                                        |
| Espion, lève-toi                   | Yves Boisset                    | Lino Ventura, Krystyna Janda, Michel Piccoli                                                                             | Franța                                                                             | Political thriller                            |
| Les fantômes du chapelier          | Claude Chabrol                  | Michel Serrault, Charles Aznavour, Monique Chaumette                                                                     | Franța                                                                             | [ 44 ]                                        |
| First Blood                        | Ted Kotcheff                    | Sylvester Stallone, Richard Crenna, Brian Dennehy                                                                        | Statele Unite ale Americii                                                         | Action thriller                               |
| The New York Ripper                | Lucio Fulci                     | Jack Hedley, Almanta Keller, Paolo Malco                                                                                 | Italia                                                                             | [ 46 ]                                        |
| The Seduction                      | David Schmoeller                | Morgan Fairchild, Andrew Stevens, Michael Sarrazin, Vince Edwards                                                        | Statele Unite ale Americii                                                         | [ 47 ]                                        |
| Still of the Night                 | Robert Benton                   | Roy Scheider, Meryl Streep, Jessica Tandy                                                                                | Statele Unite ale Americii                                                         | [ 48 ]                                        |
| Tenebrae                           | Dario Argento                   | Anthony Franciosa, John Saxon, Daria Nicolodi                                                                            | Italia                                                                             | [ 49 ]                                        |
| Turkey Shoot                       | Brian Trenchard-Smith           | Steve Railsback, Olivia Hussey, Michael Craig                                                                            | Australia                                                                          | [ 50 ]                                        |
| Visiting Hours                     | Jean-Claude Lord                | Michael Ironside, Lee Grant, Linda Purl                                                                                  | Canada                                                                             | [ 51 ]                                        |
| 1983                               |                                 | |                                                                                    |                                               |
| 10 to Midnight                     | J. Lee Thompson                 | Charles Bronson, Lisa Eilbacher, Gene Davis                                                                              | Statele Unite ale Americii                                                         | [ 52 ]                                        |
| Le battant                         | Alain Delon                     | Alain Delon, François Perier, Pierre Mondy                                                                               | Franța                                                                             | Crime thriller                                |
| Blue Thunder                       | John Badham                     | Roy Scheider, Malcolm McDowell, Warren Oates                                                                             | Statele Unite ale Americii                                                         | Action thriller                               |
| Brainstorm                         | Douglas Trumbull                | Christopher Walken, Natalie Wood, Louise Fletcher                                                                        | Statele Unite ale Americii                                                         | [ 55 ]                                        |
| Canicule                           | Yves Boisset, Christian Gaubert | Lee Marvin, Miou-Miou, Jean Carmet                                                                                       | Franța                                                                             | [ 56 ]                                        |
| Christine                          | John Carpenter                  | Keith Gordon, John Stockwell, Alexandra Paul                                                                             | Statele Unite ale Americii                                                         | [ 57 ]                                        |
| Confidentially Yours               | François Truffaut               | Fanny Ardant, Jean-Louis Trintignant, Philippe Laudenbach                                                                | Franța                                                                             | Psychological thriller                        |
| Cujo                               | Lewis Teague                    | Dee Wallace, Danny Pintauro, Daniel Hugh Kelly                                                                           | Statele Unite ale Americii                                                         | [ 59 ]                                        |
| The Dead Zone                      | David Cronenberg                | Christopher Walken, Brooke Adams, Martin Sheen, Tom Skerritt                                                             | Statele Unite ale Americii                                                         | Supernatural thriller                         |
| The Fourth Man                     | Paul Verhoeven                  | Jeroen Krabbé, Renée Soutendijk, Thom Hoffman                                                                            | Țările de Jos                                                                      | [ 61 ]                                        |
| Le marginal                        | Jacques Deray                   | Jean-Paul Belmondo, Henry Silva, Claude Brosset                                                                          | Franța                                                                             | [ 62 ]                                        |
| Mortelle Randonnée                 | Claude Miller                   | Michel Serrault, Isabelle Adjani, Geneviève Page                                                                         | Franța                                                                             | [ 63 ]                                        |
| Octopussy                          | John Glen                       | Roger Moore, Maud Adams, Louis Jourdan                                                                                   | Regatul Unit al Marii Britanii și al Irlandei de Nord                              | Action thriller                               |
| Le Prix du Danger                  | Yves Boisset                    | Gérard Lanvin, Michel Piccoli, Marie-France Pisier                                                                       | Franța                                                                             | [ 65 ]                                        |
| Psycho II                          | Richard Franklin                | Anthony Perkins, Vera Miles, Meg Tilly                                                                                   | Statele Unite ale Americii                                                         | [ 66 ]                                        |
| The Osterman Weekend               | Sam Peckinpah                   | Rutger Hauer, John Hurt, Craig T. Nelson, Dennis Hopper                                                                  | Statele Unite ale Americii                                                         | Political thriller                            |
| The Star Chamber                   | Peter Hyams                     | Michael Douglas, Hal Holbrook, Yaphet Kotto                                                                              | Statele Unite ale Americii                                                         | [ 68 ]                                        |
| Sudden Impact                      | Clint Eastwood                  | Clint Eastwood, Sondra Locke, Pat Hingle                                                                                 | Statele Unite ale Americii                                                         | [ 69 ]                                        |
| WarGames                           | John Badham                     | Matthew Broderick, Dabney Coleman, Ally Sheedy, John Wood                                                                | Statele Unite ale Americii                                                         | [ 70 ]                                        |
| 1984                               |                                 | |                                                                                    |                                               |
| American Dreamer                   | Rick Rosenthal                  | JoBeth Williams, Tom Conti, Giancarlo Giannini                                                                           | Statele Unite ale Americii                                                         | [ 71 ]                                        |
| Blood Simple                       | Joel Coen                       | John Getz, Frances McDormand, Dan Hedaya                                                                                 | Statele Unite ale Americii                                                         | Crime thriller                                |
| Body Double                        | Brian De Palma                  | Melanie Griffith, Craig Wasson, Gregg Henry                                                                              | Statele Unite ale Americii                                                         | [ 73 ]                                        |
| Cloak & Dagger                     | Richard Franklin                | Henry Thomas, Dabney Coleman, Michael Murphy                                                                             | Statele Unite ale Americii                                                         | Paranoid thriller                             |
| Crimes of Passion                  | Ken Russell                     | Kathleen Turner | Statele Unite ale Americii                                                         | [ 75 ]                                        |
| Dreamscape                         | Joseph Ruben                    | Dennis Quaid, Max von Sydow, Christopher Plummer                                                                         | Statele Unite ale Americii                                                         | [ 76 ]                                        |
| The Evil That Men Do               | J. Lee Thompson                 | Charles Bronson, Theresa Saldana, Joseph Maher                                                                           | Statele Unite ale Americii                                                         | [ 77 ]                                        |
| Firestarter                        | Mark L. Lester                  | Drew Barrymore, David Keith, George C. Scott, Martin Sheen, Heather Locklear, Freddie Jones, Art Carney, Louise Fletcher | Statele Unite ale Americii                                                         | Psychological thriller, action thriller       |
| Missing in Action                  | Joseph Zito                     | Chuck Norris, M. Emmet Walsh, Lenore Kasdorf                                                                             | Statele Unite ale Americii                                                         | Action thriller                               |
| Savage Streets                     | Danny Steinmann                 | Linda Blair, Linnea Quigley, John Vernon                                                                                 | Statele Unite ale Americii                                                         | [ 80 ]                                        |
| The Strangler vs. the Strangler    | Slobodan Šijan                  | Taško Načić, Srđan Šaper, Sonja Savić                                                                                    | Iugoslavia                                                                         | [ 81 ]                                        |
| Streets of Fire                    | Walter Hill                     | Michael Paré, Diane Lane, Rick Moranis, Amy Madigan, Willem Dafoe                                                        | Statele Unite ale Americii                                                         | [ 82 ]                                        |
| Thief of Hearts                    | Douglas Day Stewart             | Steven Bauer, Barbara Williams, John Getz                                                                                | Statele Unite ale Americii                                                         | [ 83 ]                                        |
| Tightrope                          | Richard Tuggle                  | Clint Eastwood, Geneviève Bujold                                                                                         | Statele Unite ale Americii                                                         | [ 84 ]                                        |
| Toy Soldiers                       | David Fisher                    | Jason Miller, Cleavon Little, Terri Garber                                                                               | Statele Unite ale Americii                                                         | Action thriller                               |
| 1985                               |                                 | |                                                                                    |                                               |
| Cat's Eye                          | Lewis Teague                    | Drew Barrymore, James Woods, Alan King                                                                                   | Statele Unite ale Americii                                                         | [ 86 ]                                        |
| Compromising Positions             | Frank Perry                     | Susan Sarandon, Raul Julia, Edward Herrmann                                                                              | Statele Unite ale Americii                                                         | [ 87 ]                                        |
| Death Wish 3                       | Michael Winner                  | Charles Bronson, Deborah Raffin, Ed Lauter                                                                               | Statele Unite ale Americii                                                         | Action thriller                               |
| Defence of the Realm               | David Drury                     | Gabriel Byrne, Greta Scacchi, Denholm Elliott                                                                            | Regatul Unit al Marii Britanii și al Irlandei de Nord                              | [ 89 ]                                        |
| Fletch                             | Michael Ritchie                 | Chevy Chase, Dana Wheeler-Nicholson, Tim Matheson                                                                        | Statele Unite ale Americii                                                         | Comedy thriller                               |
| The Holcroft Covenant              | John Frankenheimer              | Michael Caine, Anthony Andrews, Victoria Tennant                                                                         | Regatul Unit al Marii Britanii și al Irlandei de Nord                              | [ 91 ]                                        |
| Into the Night                     | John Landis                     | Jeff Goldblum, Michelle Pfeiffer, Richard Farnsworth                                                                     | Statele Unite ale Americii                                                         | [ 92 ]                                        |
| Jagged Edge                        | Richard Marquand                | Glenn Close, Jeff Bridges, Robert Loggia, Peter Coyote                                                                   | Statele Unite ale Americii                                                         | [ 93 ]                                        |
| The Man with One Red Shoe          | Stan Dragoti                    | Tom Hanks, Lori Singer, Dabney Coleman                                                                                   | Statele Unite ale Americii                                                         | Comedy thriller                               |
| The Mean Season                    | Phillip Borsos                  | Kurt Russell, Mariel Hemingway, Richard Jordan                                                                           | Statele Unite ale Americii                                                         | [ 95 ]                                        |
| The New Kids                       | Sean S. Cunningham              | Shannon Presby, Lori Loughlin, James Spader                                                                              | Statele Unite ale Americii                                                         | [ 96 ]                                        |
| On ne meurt que deux fois          | Jacques Deray                   | Michel Serrault, Charlotte Rampling, Xavier DeLuc                                                                        | Franța                                                                             | [ 97 ]                                        |
| Péril en la Demeure                | Michel Deville                  | Christophe Malavoy, Nicole Garcia, Michel Piccoli                                                                        | Franța                                                                             | [ 98 ]                                        |
| Police                             | Maurice Pialat                  | Gérard Depardieu, Sophie Marceau, Richard Anconina                                                                       | Franța                                                                             | Action thriller                               |
| Rambo: First Blood Part II         | George Pan Cosmatos             | Sylvester Stallone, Richard Crenna, Charles Napier, Julia Nickson-Soul                                                   | Statele Unite ale Americii                                                         | Action thriller                               |
| Runaway Train                      | Andrei Konchalovsky             | Jon Voight, Eric Roberts, Rebecca De Mornay                                                                              | Statele Unite ale Americii                                                         | Action thriller                               |
| Sotto il vestito niente            | Carlo Vanzina                   | Tom Schanley, Renee Simonsen, Donald Pleasence                                                                           | Italia                                                                             | [ 102 ]                                       |
| Les Spécialistes                   | Patrice Leconte                 | Gérard Lanvin, Bernard Giraudeau, Christiane Jean                                                                        | Franța                                                                             | Crime thriller                                |
| Subway                             | Luc Besson                      | Isabelle Adjani, Christopher Lambert, Jean-Pierre Bacri                                                                  | Franța                                                                             | [ 104 ]                                       |
| Target                             | Arthur Penn                     | Gene Hackman, Matt Dillon, Gayle Hunnicutt                                                                               | Statele Unite ale Americii                                                         | Action thriller                               |
| Thou Shalt Not Kill... Except'     | Josh Becker                     | Brian Schulz, John Manfredi, Robert Rickman                                                                              | Statele Unite ale Americii                                                         | [ 106 ]                                       |
| To Live and Die in L.A.            | William Friedkin                | William L. Petersen, Willem Dafoe                                                                                        | Statele Unite ale Americii                                                         | [ 107 ]                                       |
| The Trap                           | Giuseppe Patroni-Griffi         | Tony Musante, Laura Antonelli                                                                                            | Italia · Spania                                                                    | [ 108 ]                                       |
| A View to a Kill                   | John Glen                       | Roger Moore, Christopher Walken, Tanya Roberts, Grace Jones                                                              | Regatul Unit al Marii Britanii și al Irlandei de Nord                              | Action thriller                               |
| Witness                            | Peter Weir                      | Harrison Ford, Kelly McGillis, Lukas Haas, Josef Sommer                                                                  | Statele Unite ale Americii                                                         | [ 110 ]                                       |
| Year of the Dragon                 | Michael Cimino                  | Mickey Rourke, John Lone, Ariane                                                                                         | Statele Unite ale Americii                                                         | [ 111 ]                                       |
| 1986                               |                                 | |                                                                                    |                                               |
| 52 Pick-Up                         | John Frankenheimer              | Roy Scheider, Ann-Margret, Vanity                                                                                        | Statele Unite ale Americii                                                         | Crime thriller                                |
| A Better Tomorrow                  | John Woo                        | Chow Yun-fat, Leslie Cheung, Ti Lung                                                                                     | Hong Kong                                                                          | Action thriller                               |
| Black Moon Rising                  | Harley Cokliss                  | Tommy Lee Jones, Linda Hamilton, Robert Vaughn                                                                           | Statele Unite ale Americii                                                         | Action thriller, crime thriller               |
| Bleu Comme L'Enfer                 | Yves Boisset                    | Lambert Wilson, Tchéky Karyo, Myriem Roussel                                                                             | Franța                                                                             | [ 115 ]                                       |
| Blue City                          | Michelle Manning                | Judd Nelson, Ally Sheedy, David Caruso                                                                                   | Statele Unite ale Americii                                                         | Crime thriller, political thriller            |
| Blue Velvet                        | David Lynch                     | Kyle MacLachlan, Isabella Rossellini, Dennis Hopper, Laura Dern                                                          | Statele Unite ale Americii                                                         | Crime thriller                                |
| Cobra                              | George Pan Cosmatos             | Sylvester Stallone, Brigitte Nielsen, Reni Santoni, Andrew Robinson, Brian Thompson                                      | Statele Unite ale Americii                                                         | Action thriller                               |
| Extremities                        | Robert M. Young                 | Farrah Fawcett, James Russo, Diana Scarwid                                                                               | Statele Unite ale Americii                                                         | [ 119 ]                                       |
| F/X                                | Robert Mandel                   | Bryan Brown, Brian Dennehy, Diane Venora                                                                                 | Statele Unite ale Americii                                                         | [ 120 ]                                       |
| Half Moon Street                   | Bob Swaim                       | Sigourney Weaver, Michael Caine, Patrick Kavanagh                                                                        | Regatul Unit al Marii Britanii și al Irlandei de Nord · Statele Unite ale Americii | [ 121 ]                                       |
| Henry: Portrait of a Serial Killer | John McNaughton                 | Michael Rooker, Tom Towles, Tracy Arnold                                                                                 | Statele Unite ale Americii                                                         | [ 122 ]                                       |
| Heroes Shed No Tears               | John Woo                        | Eddy Ko | Hong Kong                                                                          | Action thriller                               |
| The Hitcher                        | Robert Harmon                   | Rutger Hauer, C. Thomas Howell, Jennifer Jason Leigh                                                                     | Statele Unite ale Americii                                                         | [ 124 ]                                       |
| Jumpin' Jack Flash                 | Penny Marshall                  | Whoopi Goldberg, Stephen Collins, Jonathan Pryce                                                                         | Statele Unite ale Americii                                                         | Comedy thriller                               |
| Kamikaze                           | Didier Grousset                 | Richard Bohringer, Dominique Lavanant, Michel Galabru                                                                    | Franța                                                                             | [ 126 ]                                       |
| Legal Eagles                       | Ivan Reitman                    | Robert Redford, Debra Winger, Daryl Hannah                                                                               | Statele Unite ale Americii                                                         | Comedy thriller                               |
| The Manhattan Project              | Marshall Brickman               | John Lithgow, Christopher Collet, Cynthia Nixon                                                                          | Statele Unite ale Americii                                                         | [ 128 ]                                       |
| Manhunter                          | Michael Mann                    | William L. Petersen, Kim Greist, Joan Allen                                                                              | Statele Unite ale Americii                                                         | [ 129 ]                                       |
| The Matador                        | Pedro Almodóvar                 | Assumpta Serna, Antonio Banderas                                                                                         | Spania                                                                             | [ 130 ]                                       |
| The Morning After                  | Sidney Lumet                    | Jane Fonda, Jeff Bridges, Raul Julia                                                                                     | Statele Unite ale Americii                                                         | [ 131 ]                                       |
| Murphy's Law                       | J. Lee Thompson                 | Charles Bronson, Kathleen Wilhoite, Carrie Snodgress                                                                     | Statele Unite ale Americii                                                         | [ 132 ]                                       |
| Raw Deal                           | John Irvin                      | Arnold Schwarzenegger, Kathryn Harrold, Sam Wanamaker                                                                    | Statele Unite ale Americii                                                         | Action thriller                               |
| Zone rouge                         | Robert Enrico                   | Richard Anconina, Sabine Azéma, Hélène Surgère                                                                           | Franța                                                                             | [ 134 ]                                       |
| 1987                               |                                 | |                                                                                    |                                               |
| Agent trouble                      | Jean-Pierre Mocky               | Richard Bohringer, Catherine Deneuve, Pierre Arditi                                                                      | Franța                                                                             | [ 135 ]                                       |
| Angel Heart                        | Alan Parker                     | Mickey Rourke, Robert De Niro, Lisa Bonet                                                                                | Statele Unite ale Americii                                                         | Supernatural thriller                         |
| Anguish                            | J.J. Bigas Luna                 | Zelda Rubinstein, Michael Lerner, Talia Paul                                                                             | Spania                                                                             | Psychological thriller                        |
| Assassination                      | Peter Hunt                      | Charles Bronson, Jill Ireland, Jan Gan Boyd                                                                              | Statele Unite ale Americii                                                         | [ 138 ]                                       |
| The Bedroom Window                 | Curtis Hanson                   | Steve Guttenberg, Elizabeth McGovern, Isabelle Huppert                                                                   | Statele Unite ale Americii                                                         | [ 139 ]                                       |
| Best Seller                        | John Flynn                      | James Woods, Brian Dennehy, Victoria Tennant                                                                             | Statele Unite ale Americii                                                         | [ 140 ]                                       |
| The Big Easy                       | Jim McBride                     | Dennis Quaid, Ellen Barkin                                                                                               | Statele Unite ale Americii                                                         | [ 141 ]                                       |
| Black Widow                        | Bob Rafelson                    | Debra Winger, Theresa Russell, Sami Frey                                                                                 | Statele Unite ale Americii                                                         | [ 142 ]                                       |
| City on Fire                       | Ringo Lam                       | Chow Yun-fat, Sun Yueh, Danny Lee                                                                                        | Hong Kong                                                                          | Crime thriller                                |
| Cold Steel                         | Dorothy Ann Puzo                | Brad Davis, Sharon Stone, Jonathan Banks                                                                                 | Statele Unite ale Americii                                                         | [ 144 ]                                       |
| The Cry of the Owl                 | Claude Chabrol                  | Christophe Malavoy, Mathilda May, Jacques Penot                                                                          | Franța · Italia                                                                    | [ 145 ]                                       |
| Dead of Winter                     | Arthur Penn                     | Mary Steenburgen, Roddy McDowall, Jan Rubes                                                                              | Statele Unite ale Americii                                                         | [ 146 ]                                       |
| Death Wish 4: The Crackdown        | J. Lee Thompson                 | Charles Bronson, Kay Lenz, John Ryan                                                                                     | Statele Unite ale Americii                                                         | Action thriller                               |
| Delirium                           | Lamberto Bava                   | Serena Grandi, Daria Nicolodi, Katrine Michelsen                                                                         | Italia                                                                             | [ 148 ]                                       |
| Extreme Prejudice                  | Walter Hill                     | Nick Nolte, Powers Boothe, Michael Ironside                                                                              | Statele Unite ale Americii                                                         | Action thriller                               |
| Fatal Attraction                   | Adrian Lyne                     | Michael Douglas, Glenn Close, Anne Archer                                                                                | Statele Unite ale Americii                                                         | [ 150 ]                                       |
| The Fourth Protocol                | John MacKenzie                  | Michael Caine, Pierce Brosnan, Joanna Cassidy                                                                            | Regatul Unit al Marii Britanii și al Irlandei de Nord                              | [ 151 ]                                       |
| House of Games                     | David Mamet                     | Lindsay Crouse, Joe Mantegna, Mike Nussbaum                                                                              | Statele Unite ale Americii                                                         | [ 152 ]                                       |
| Lady Beware                        | Karen Arthur                    | Diane Lane, Michael Woods, Cotter Smith                                                                                  | Statele Unite ale Americii                                                         | [ 153 ]                                       |
| Lethal Weapon                      | Richard Donner                  | Mel Gibson, Danny Glover, Gary Busey                                                                                     | Statele Unite ale Americii                                                         | Action thriller                               |
| Masques                            | Claude Chabrol                  | Philippe Noiret, Robin Renucci, Monique Chaumette                                                                        | Franța                                                                             | [ 155 ]                                       |
| Nadine                             | Robert Benton                   | Jeff Bridges, Kim Basinger, Rip Torn                                                                                     | Statele Unite ale Americii                                                         | Comedy thriller                               |
| No Way Out                         | Roger Donaldson                 | Kevin Costner, Gene Hackman, Sean Young                                                                                  | Statele Unite ale Americii                                                         | [ 157 ]                                       |
| Opera                              | Dario Argento                   | Christina Marsillach, Urbano Barberini, Daria Nicolodi                                                                   | Italia                                                                             | [ 158 ]                                       |
| A Prayer for the Dying             | Mike Hodges                     | Mickey Rourke, Bob Hoskins, Alan Bates                                                                                   | Regatul Unit al Marii Britanii și al Irlandei de Nord                              | Political thriller                            |
| Prison on Fire                     | Ringo Lam                       | Chow Yun-fat, Tony Leung Kar-Fai                                                                                         | Hong Kong · Republica Populară Chineză                                             | Action thriller                               |
| Le Solitaire                       | Jacques Deray                   | Jean-Paul Belmondo, Jean-Pierre Malo, Michel Creton                                                                      | Franța                                                                             | [ 161 ]                                       |
| Someone to Watch over Me           | Ridley Scott                    | Tom Berenger, Mimi Rogers, Lorraine Bracco                                                                               | Statele Unite ale Americii                                                         | [ 162 ]                                       |
| Stakeout                           | John Badham                     | Richard Dreyfuss, Emilio Estevez, Madeleine Stowe                                                                        | Statele Unite ale Americii                                                         | [ 163 ]                                       |
| The Stepfather'                    | Joseph Ruben                    | Terry O'Quinn, Jill Schoelen, Shelley Hack                                                                               | Statele Unite ale Americii                                                         | [ 164 ]                                       |
| Stripped to Kill                   | Katt Shea Ruben                 | Kay Lenz, Greg Evigan | Statele Unite ale Americii                                                         | [ 165 ]                                       |
| The Untouchables                   | Brian De Palma                  | Kevin Costner, Sean Connery, Robert De Niro, Andy Garcia, Charles Martin Smith                                           | Statele Unite ale Americii                                                         | Crime thriller                                |
| White of the Eye                   | Donald Cammell                  | David Keith, Cathy Moriarty, Art Evans                                                                                   | Regatul Unit al Marii Britanii și al Irlandei de Nord                              | [ 167 ]                                       |
| 1988                               |                                 | |                                                                                    |                                               |
| Apartment Zero                     | Martin Donovan                  | Colin Firth, Hart Bochner, Dora Bryan                                                                                    | Regatul Unit al Marii Britanii și al Irlandei de Nord · Argentina                  | [ 168 ]                                       |
| Betrayed                           | Costa-Gavras                    | Debra Winger, Tom Berenger, John Heard                                                                                   | Statele Unite ale Americii                                                         | [ 169 ]                                       |
| A Better Tomorrow II               | John Woo                        | Chow Yun-fat, Emily Chu, Waise Lee                                                                                       | Hong Kong                                                                          | Action thriller                               |
| Call Me                            | Sollace Mitchell                | Patricia Charbonneau, Stephen McHattie, Boyd Gaines                                                                      | Statele Unite ale Americii                                                         | [ 171 ]                                       |
| Cop                                | James B. Harris                 | James Woods, Lesley Ann Warren, Charles Durning                                                                          | Statele Unite ale Americii                                                         | [ 172 ]                                       |
| The Dead Pool                      | Buddy Van Horn                  | Clint Eastwood, Patricia Clarkson, Evan Kim                                                                              | Statele Unite ale Americii                                                         | [ 173 ]                                       |
| Dead Ringers                       | David Cronenberg                | Jeremy Irons, Geneviève Bujold, Heidi von Palleske                                                                       | Canada                                                                             | Psychological thriller                        |
| Die Hard                           | John McTiernan                  | Bruce Willis, Alan Rickman, Bonnie Bedelia                                                                               | Statele Unite ale Americii                                                         | Action thriller                               |
| The Drifter                        | Larry Brand                     | Kim Delaney, Timothy Bottoms, Al Johnson                                                                                 | Statele Unite ale Americii                                                         | Crime thriller                                |
| Frantic                            | Roman Polanski                  | Harrison Ford, Emmanuelle Seigner, Betty Buckley                                                                         | Statele Unite ale Americii                                                         | [ 177 ]                                       |
| Fréquence meurtre                  | Elisabeth Rappeneau             | Catherine Deneuve, André Dussollier, Martin Lamotte                                                                      | Franța                                                                             | [ 178 ]                                       |
| The House on Carroll Street        | Peter Yates                     | Kelly McGillis, Jeff Daniels, Mandy Patinkin                                                                             | Statele Unite ale Americii                                                         | [ 179 ]                                       |
| Jack's Back                        | Rowdy Herrington                | James Spader, Cynthia Gibb, Roi Loomis                                                                                   | Statele Unite ale Americii                                                         | [ 180 ]                                       |
| Die Katze                          | Dominik Graf                    | Götz George, Gudrun Landgrebe, Heinz Hoenig                                                                              | Germania de Vest                                                                   | [ 181 ]                                       |
| Hero and the Terror                | William Tannen                  | Chuck Norris, Brynn Thayer, Steve James                                                                                  | Statele Unite ale Americii                                                         | [ 182 ]                                       |
| Lady in White                      | Frank LaLoggia                  | Lukas Haas, Len Cariou, Alex Rocco                                                                                       | Statele Unite ale Americii                                                         | [ 183 ]                                       |
| Last Rites                         | Donald P. Bellisario            | Tom Berenger, Daphne Zuniga, Chick Vennera                                                                               | Statele Unite ale Americii                                                         | [ 184 ]                                       |
| Masquerade                         | Bob Swaim                       | Rob Lowe, Meg Tilly, Doug Savant                                                                                         | Statele Unite ale Americii                                                         | [ 185 ]                                       |
| Messenger of Death                 | J. Lee Thompson                 | Charles Bronson, Trish VanDevere, Laurence Luckinbill                                                                    | Statele Unite ale Americii                                                         | [ 186 ]                                       |
| Mississippi Burning                | Alan Parker                     | Gene Hackman, Willem Dafoe, Frances McDormand                                                                            | Statele Unite ale Americii                                                         | Political thriller                            |
| Il Nido Del Ragno                  | Gianfranco Giagni               | Ronald Wybenga, Paola Rinaldi, Stéphane Audran                                                                           | Italia                                                                             | [ 188 ]                                       |
| Let Sleeping Cops Lie              | José Pinheiro                   | Alain Delon, Michel Serrault, Patrick Catalifo                                                                           | Franța                                                                             | [ 189 ]                                       |
| Nightmare at Noon                  | Nico Mastorakis                 | Wings Hauser, Bo Hopkins, George Kennedy                                                                                 | Statele Unite ale Americii                                                         | [ 190 ]                                       |
| Pin                                | Sandor Stern                    | David Hewlett, Cyndy Preston, John Ferguson                                                                              | Canada                                                                             | [ 191 ]                                       |
| Rambo III                          | Peter MacDonald                 | Sylvester Stallone, Richard Crenna, Marc de Jonge                                                                        | Statele Unite ale Americii                                                         | Action thriller                               |
| Red Heat                           | Walter Hill                     | Arnold Schwarzenegger, James Belushi, Peter Boyle                                                                        | Statele Unite ale Americii                                                         | Action thriller, comedy thriller              |
| Rorret                             | Fulvio Wetzl                    | Lou Castel, Anna Galiena, Massimo Venturiello                                                                            | Italia                                                                             | [ 194 ]                                       |
| Shoot to Kill                      | Roger Spottiswoode              | Sidney Poitier, Tom Berenger, Kirstie Alley                                                                              | Statele Unite ale Americii                                                         | Action thriller                               |
| Spellbinder                        | Janet Greek                     | Tim Daly, Kelly Presten, Rick Rossovich                                                                                  | Statele Unite ale Americii                                                         | [ 196 ]                                       |
| Stormy Monday                      | Mike Figgis                     | Melanie Griffith, Tommy Lee Jones, Sting                                                                                 | Regatul Unit al Marii Britanii și al Irlandei de Nord                              | [ 197 ]                                       |
| The Vanishing                      | George Sluizer                  | Bernard-Pierre Donnadieu, Gene Bervoets, Johanna ter Steege                                                              | Țările de Jos · Franța                                                             | [ 198 ]                                       |
| 1989                               |                                 | |                                                                                    |                                               |
| Black Rain                         | Ridley Scott                    | Michael Douglas, Andy García, Ken Takakura, Kate Capshaw                                                                 | Statele Unite ale Americii                                                         | [ 199 ]                                       |
| Black Rainbow                      | Mike Hodges                     | Rosanna Arquette, Jason Robards, Jr., Tom Hulce                                                                          | Regatul Unit al Marii Britanii și al Irlandei de Nord                              | [ 200 ]                                       |
| Criminal Law                       | Martin Campbell                 | Gary Oldman, Kevin Bacon, Karen Young                                                                                    | Statele Unite ale Americii                                                         | [ 201 ]                                       |
| Dead Bang                          | John Frankenheimer              | Don Johnson, Penelope Ann Miller, William Forsythe                                                                       | Statele Unite ale Americii                                                         | Action thriller                               |
| Dead Calm                          | Phillip Noyce                   | Sam Neill, Nicole Kidman, Billy Zane                                                                                     | Australia                                                                          | [ 203 ]                                       |
| Far From Home                      | Meiert Avis                     | Matt Frewer, Drew Barrymore, Richard Masur                                                                               | Statele Unite ale Americii                                                         | [ 204 ]                                       |
| Hit List                           | William Lustig                  | Jan-Michael Vincent, Leo Rossi, Lance Henriksen                                                                          | Statele Unite ale Americii                                                         | [ 205 ]                                       |
| Hitcher in the Dark                | Umberto Lenzi                   | Josie Bissett | Italia · Statele Unite ale Americii                                                | [ 206 ]                                       |
| The January Man                    | Pat O'Connor                    | Kevin Kline, Susan Sarandon, Mary Elizabeth Mastrantonio, Harvey Keitel, Danny Aiello, Rod Steiger                       | Statele Unite ale Americii                                                         | [ 207 ]                                       |
| Johnny Handsome                    | Walter Hill                     | Mickey Rourke, Ellen Barkin, Elizabeth McGovern                                                                          | Statele Unite ale Americii                                                         | Crime thriller                                |
| Kill Me Again                      | John Dahl                       | Val Kilmer, Joanne Whalley, Michael Madsen                                                                               | Statele Unite ale Americii                                                         | [ 209 ]                                       |
| The Killer                         | John Woo                        | Chow Yun-fat, Danny Lee, Sally Yeh                                                                                       | Hong Kong                                                                          | Action thriller                               |
| Kinjite: Forbidden Subjects        | J. Lee Thompson                 | Charles Bronson, Perry Lopez, James Pax                                                                                  | Statele Unite ale Americii                                                         | [ 211 ]                                       |
| Lethal Weapon 2                    | Richard Donner                  | Mel Gibson, Danny Glover, Joe Pesci                                                                                      | Statele Unite ale Americii                                                         | Action thriller                               |
| Licence to Kill                    | John Glen                       | Timothy Dalton, Carey Lowell, Robert Davi, Talisa Soto                                                                   | Regatul Unit al Marii Britanii și al Irlandei de Nord                              | Action thriller                               |
| The Master                         | Tsui Hark                       | Jet Li | Hong Kong                                                                          | Action thriller                               |
| The Package                        | Andrew Davis                    | Gene Hackman, Joanna Cassidy, Tommy Lee Jones                                                                            | Statele Unite ale Americii                                                         | [ 215 ]                                       |
| Posed for Murder                   | Brian Thomas Jones              | Charlotte Helmkamp, Carl Fury, Rick Gianasi                                                                              | Statele Unite ale Americii                                                         | [ 216 ]                                       |
| Santa Sangre                       | Alejandro Jodorowsky            | Axel Jodorowsky, Blanca Guerra, Sabrina Dennison                                                                         | Italia · Mexic                                                                     | Psychological thriller                        |
| Sea of Love                        | Harold Becker                   | Al Pacino, Ellen Barkin, John Goodman                                                                                    | Statele Unite ale Americii                                                         | [ 218 ]                                       |
| Ten Little Indians                 | Alan Birkinshaw                 | Donald Pleasence, Frank Stallone, Sarah Maur-Thorp                                                                       | Statele Unite ale Americii                                                         | [ 219 ]                                       |
| Tennessee Nights                   | Nicolas Gessner                 | Julian Sands, Stacey Dash, Ed Lauter                                                                                     | Statele Unite ale Americii · Elveția                                               | [ 220 ]                                       |
| True Believer                      | Joseph Ruben                    | James Woods, Robert Downey, Jr., Yuji Okumoto                                                                            | Statele Unite ale Americii                                                         | [ 221 ]                                       |
| Twisted Obsession                  | Fernando Trueba                 | Jeff Goldblum, Miranda Richardson, Anémone                                                                               | Franța · Spania                                                                    | [ 222 ]                                       |
| Violent Cop                        | Beat Takeshi Kitano             | Beat Takeshi Kitano, Sei Hiraizumi, Maiko Kawakami                                                                       | Japonia                                                                            | [ 223 ]                                       |